# Stiekem schaatsen
Stiekem schaatsen is een lied van de Nederlandse rapper Chivv. Het werd in 2022 als single uitgebracht.

## Achtergrond
Stiekem schaatsen is geschreven door Charnett Reemnet, Chyvon Pala en Denzel van Gemert en geproduceerd door Zerodix. Het is een nummer dat past in het genre nederhop. In het lied rapt Chivv over een meisje dat vreemdgaat. Het nummer werd bij radiozender NPO FunX uitgeroepen tot DiXte track van de week.
Waar artiesten normaliter een videoclip uploaden op mediaplatform YouTube, besloot Chivv en zijn managementteam het voor Stiekem schaatsen anders aan te pakken.  Hij uploadde de hele videoclip op TikTok in de hoop dat het vervolgens daar viraal zou gaan. Chivv was hiermee de eerste Nederlandse rapper die op deze manier zijn videoclip promootte.

## Hitnoteringen
De artiest had bescheiden succes met het lied in Nederland. Het stond op de 83e plaats van de Single Top 100 in de enige week dat het in deze hitlijst te vinden was. De Top 40 en haar Tipparade werden niet bereikt.